# Лаборатория върху чип
Лаборатория върху чип (ЛОЧ) е устройство, което обединява една или няколко лабораторни функции върху една интегрална схема (наричана обикновено „чип“) с размер от само милиметър до няколко квадратни сантиметра, за да се постигне автоматизация и високопроизводителен скрининг. LOC могат да обработват изключително малки обеми течности до по-малко от пиколитър. Устройствата „лаборатория върху чип“ са подгрупа на устройствата за микроелектромеханични системи (МЕМС) и понякога се наричат „микросистеми за цялостен анализ“ (µTAS). В ЛОП може да се използва микрофлуидиката – физиката, манипулирането и изследването на миниатюрни количества течности. Въпреки това, строго погледнато, „лаборатория върху чип“ означава обикновено мащабиране на единични или множествени лабораторни процеси до формат на чип, докато „µTAS“ е посветена на интегрирането на общата последователност от лабораторни процеси за извършване на химичен анализ. Терминът „лаборатория върху чип“ беше въведен, когато се оказа, че технологиите µTAS са приложими не само за целите на анализа.

## История
След изобретяването на микротехнологията (~1954 г.) за реализиране на интегрирани полупроводникови структури за микроелектронни чипове, тези технологии, базирани на литографията, скоро бяха приложени и в производството на сензори за налягане (1966 г.). Благодарение на по-нататъшното развитие на тези обикновено ограничени по отношение на CMOS съвместимостта процеси, станаха достъпни и инструменти за създаване на механични структури с микрометрови или субмикрометрови размери в силициеви пластини: започна ерата на микроелектромеханичните системи (МЕМС).
Наред със сензорите за налягане, сензорите за въздушни възглавници и други механично подвижни структури бяха разработени и устройства за обработка на течности. Примери за това са: канали (капилярни връзки), смесители, клапани, помпи и дозиращи устройства. Първата система за анализ на ЛОС е газов хроматограф, разработен през 1979 г. от С. К. Тери в Станфордския университет. Едва в края на 80-те и началото на 90-те години на ХХ век обаче изследванията в областта на LOC започват да се развиват сериозно, тъй като няколко изследователски групи в Европа разработват микропомпи, сензори за поток и концепции за интегрирани системи за обработка на течности за анализ. Тези концепции за µTAS демонстрираха, че интегрирането на етапи на предварителна обработка, които обикновено се извършват в лабораторен мащаб, може да разшири функционалността на простия сензор до пълен лабораторен анализ, включително допълнителни етапи на почистване и разделяне.
Голям тласък на изследователския и търговския интерес настъпи в средата на 90-те години на миналия век, когато се оказа, че технологиите µTAS предоставят интересни инструменти за приложения в геномиката, като капилярна електрофореза и ДНК микрочипове. Голям тласък в подкрепата на научните изследвания дойде и от военните, особено от DARPA (Агенция за напреднали изследователски проекти в областта на отбраната), заради интереса им към преносими системи за откриване на биологични/химически бойни агенти. Добавената стойност не се ограничаваше само до интегрирането на лабораторните процеси за анализ, но също така и до характерните възможности на отделните компоненти и прилагането им в други лабораторни процеси, различни от анализа. Оттук беше въведен терминът „лаборатория върху чип“.
Въпреки че приложението на LOCs е все още ново и скромно, се наблюдава нарастващ интерес от страна на фирми и групи за приложни изследвания в различни области, като например анализ (напр. химичен анализ, мониторинг на околната среда, медицинска диагностика и клетъчна биология), но също така и в синтетичната химия (напр. бърз скрининг и микрореактори за фармацевтиката). Освен по-нататъшното развитие на приложенията, изследванията в областта на LOC системите се очаква да се разширят и към намаляване на мащаба на структурите за обработка на течности чрез използване на нанотехнологии. Възможно е да станат осъществими субмикрометрови и наноразмерни канали, ДНК лабиринти, откриване и анализ на единични клетки и наносензори, което ще позволи нови начини за взаимодействие с биологични видове и големи молекули. Написани са много книги, които обхващат различни аспекти на тези устройства, включително пренос на флуиди, свойства на системите, техники за отчитане и биоаналитични приложения.

## Материали и технологии за производство на чипове
Основата на повечето процеси за производство на LOC е фотолитографията. Първоначално повечето процеси са в силиций, тъй като тези добре разработени технологии произлизат директно от производството на полупроводници. Поради изискванията за специфични оптични характеристики, био- или химическа съвместимост, по-ниски производствени разходи и по-бързо създаване на прототипи бяха разработени нови процеси, като например гравиране, отлагане и свързване на стъкло, керамика и метал, обработка на полидиметилни силиксони (PDMS) (например мека литография), обработка на тиоленови полимери с различна стехиометрия (OSTEmer), 3D печат на базата на дебелослойни и стереолитографски материали, както и бързи методи за репликация чрез галванизиране, шприцване и щамповане. Търсенето на евтини и лесни прототипи на LOC доведе до създаването на проста методика за производство на PDMS микрофлуидни устройства: ESCARGOT (Embedded SCAffold RemovinG Open Technology). Тази методика позволява създаването на микрофлуидни канали в един блок PDMS чрез разтворимо скеле (направено например чрез 3D принтиране). Освен това областта на LOC все повече надхвърля границите между технологията на микросистемите, базирана на литографията, нанотехнологиите и прецизното инженерство.

## Предимства
LOC могат да предоставят предимства, които са специфични за тяхното приложение. Типични предимства са:
- ниска консумация на течности (по-малко отпадъци, по-ниски разходи за реагенти и по-малки обеми на необходимите проби за диагностика)
- по-бърз анализ и време за реакция поради кратките разстояния на дифузия, бързото нагряване, високите съотношения между повърхността и обема, малките топлинни капацитети.
- по-добър контрол на процесите поради по-бързата реакция на системата (напр. термичен контрол на екзотермични химични реакции)
- компактност на системите поради интегрирането на много функционалности и малки обеми
- масивна паралелизация поради компактността, която позволява високопроизводителен анализ
- по-ниски производствени разходи, позволяващи рентабилни чипове за еднократна употреба, произвеждани в масово производство
- качеството на частите може да се проверява автоматично
- по-безопасна платформа за химически, радиоактивни или биологични изследвания поради интегрирането на много функционалности, по-малки обеми на флуидите и съхранени енергии

## Недостатъци
Най-значимите недостатъци на лабораториите върху чип са:
- Процесът на микропроизводство, необходим за изработването им, е сложен и трудоемък, изискващ както скъпо оборудване, така и специализиран персонал. Това може да бъде преодоляно чрез неотдавнашния технологичен напредък в областта на евтиното 3D принтиране и лазерното гравиране.
- Сложната мрежа за флуидно задвижване изисква множество помпи и съединители, при които финият контрол е труден. Това може да бъде преодоляно чрез внимателна симулация, вътрешна помпа, като например чип, вграден във въздушна торбичка, или чрез използване на центробежна сила, която да :замени изпомпването, т.е. центробежен микрофлуиден биочип.
- Повечето LOC са нови приложения за доказване на концепцията, които все още не са напълно разработени за широка употреба. Необходими са повече валидации преди практическото им използване.
- В микролитровия мащаб, с който се занимават LOCs, преобладават ефекти, зависещи от повърхността, като капилярни сили, грапавост на повърхността или химически взаимодействия. Това понякога може да направи * * * * възпроизвеждането на лабораторни процеси в LOC доста трудно и по-сложно, отколкото в конвенционалното лабораторно оборудване.
- Принципите на откриване може не винаги да се мащабират положително, което води до ниски съотношения сигнал/шум.

### Глобално здраве
Технологията „Лаборатория върху чип“ скоро може да стане важна част от усилията за подобряване на здравето в световен мащаб, особено чрез разработване на устройства за тестване в точката на обслужване. В страните с малко ресурси за здравеопазване инфекциозните заболявания, които биха били лечими в развитите страни, често са смъртоносни. В някои случаи бедните здравни клиники разполагат с лекарства за лечение на определено заболяване, но не разполагат с диагностични инструменти за определяне на пациентите, които трябва да получат тези лекарства. Много изследователи смятат, че технологията LOC може да бъде ключът към нови мощни диагностични инструменти. Целта на тези изследователи е да създадат микрофлуидни чипове, които ще позволят на здравните работници в лошо оборудвани клиники да извършват диагностични тестове като микробиологични културелни анализи, имуноанализи и анализи на нуклеинови киселини без лабораторна помощ.

### Глобални предизвикателства
За да могат чиповете да се използват в райони с ограничени ресурси, трябва да се преодолеят много предизвикателства. В развитите страни най-високо ценените качества на диагностичните инструменти включват бързина, чувствителност и специфичност; но в страни, където здравната инфраструктура е по-слабо развита, трябва да се вземат предвид и качества като лекота на използване и срок на годност. Реагентите, които се доставят с чипа например, трябва да бъдат проектирани така, че да останат ефективни в продължение на месеци, дори ако чипът не се съхранява в климатизирана среда. Конструкторите на чипове трябва да имат предвид и разходите, мащабируемостта и рециклируемостта, когато избират какви материали и техники за производство да използват.

### Примери за глобално приложение на LOC
Едно от най-значимите и добре познати LOC устройства, достигнали до пазара, е комплектът за домашен тест за бременност – устройство, което използва микрофлуидна технология, базирана на хартия. Друга активна област на изследване на LOC включва начини за диагностициране и лечение на общи инфекциозни заболявания, причинени от бактерии, например бактериурия, или вируси, например грип. Златен стандарт за диагностициране на бактериурия (инфекции на пикочните пътища) е микробната култура. Неотдавнашно проучване, базирано на технологията „лаборатория върху чип“, Digital Dipstick, миниатюризира микробиологичната култура във формат на клечка и позволи тя да бъде използвана в точката на предоставяне на медицинска помощ. Когато става въпрос за вирусни инфекции, добър пример са инфекциите с ХИВ. Днес в света около 36,9 млн. души са заразени с ХИВ и 59% от тях получават антиретровирусно лечение. Само 75% от хората, живеещи с ХИВ, знаят своя ХИВ статус. Измерването на броя на CD4+ Т лимфоцитите в кръвта на дадено лице е точен начин да се определи дали лицето има ХИВ и да се проследи развитието на ХИВ инфекцията. Понастоящем флоуцитометрията е златният стандарт за получаване на броя на CD4, но флоуцитометрията е сложна техника, която не е достъпна в повечето развиващи се райони, тъй като изисква обучени техници и скъпо оборудване. Наскоро беше разработен такъв цитометър само за 5 долара. Друга активна област на изследване на LOC е за контролирано разделяне и смесване. В такива устройства е възможно бързо диагностициране и потенциално лечение на заболявания. Както бе споменато по-горе, голяма мотивация за разработването им е, че те потенциално могат да бъдат произведени на много ниска цена. Още една област на изследване, която се разглежда по отношение на LOC, е сигурността на дома. Автоматизираният мониторинг на летливи органични съединения (ЛОС) е желана функционалност за LOC. Ако това приложение стане надеждно, тези микроустройства биха могли да се инсталират в световен мащаб и да уведомяват собствениците на жилища за потенциално опасни съединения.

## Науки за растенията
Устройствата „Лаборатория върху чип“ биха могли да се използват за характеризиране на насочването на поленовите тръби в Arabidopsis thaliana. По-конкретно, растението върху чип е миниатюрно устройство, в което могат да се инкубират тъкани на прашец и яйцеклетки за изследвания в областта на растителните науки.